# Platymetopius verae
Platymetopius verae är en insektsart som beskrevs av Adalgisa Guglielmino 1990. Platymetopius verae ingår i släktet Platymetopius och familjen dvärgstritar. Inga underarter finns listade i Catalogue of Life.